# Revolta mallorquina de 1391
La revolta mallorquina de 1391 tingué lloc aquell any amb l'assalt al call de Palma en el context de la revolta antijueva de 1391 als regnes cristians de la península Ibèrica. Representà un primer enfrontament entre els estaments privilegiats del regne de Mallorca i els menestrals i pagesos de l'illa, que donà peu a l'assalt dels calls jueus.

## Antecedents i causes
Les causes d'aquest episodi foren bàsicament econòmiques i, en gran manera, eren les mateixes que provocaren l'Aixecament Forà i les Germanies. Les causes s'han de cercar en la mala administració de les institucions, la poca representativitat de les viles en el Gran i General Consell i a l'excessiva pressió fiscal.
Entre els condicionants d'aquest moviment s'ha d'esmentar l'onada antijueva que assolava Europa provocant pogroms i desolació. Aquesta onada havia arribat a la Corona d'Aragó i les ciutats de Barcelona i València havien conegut assalts als seus respectius calls. A Mallorca aquesta circumstància va ser aprofitada pels alts estaments socials, contra els quals anava dirigida la revolta, desviant-la contra els jueus, que eren els qui majoritàriament feien préstecs a les persones que necessitaven doblers a un percentatge elevat, diners que, com es va demostrar, molt sovint procedien de bosses ciutadanes.

## La revolta
El mes d'agost del 1391, grans grups de pagesos entraren dins Ciutat, disposats a fer pagar cares les malifetes dels poderosos. El governador intentà calmar els pagesos agavellats, però en sortí malparat. Va ser en aquests moments que es va aconseguir desviar la fúria dels vilatans, amb els menestrals i estaments populars de la ciutat, cap al call jueu. Es cremaren cases i s'assassinaren unes 300 persones. També entraren dins la Casa de la Universitat i en algunes cases de cavallers. El mateix atemptat va sofrir el call d'Inca.
Els responsables dels desordres foren castigats, però la part forana aconseguí algunes de les peticions presentades. Dues vegades més els pagesos es presentaren a Ciutat, assetjant-la, al mateix temps que exigien les reivindicacions ja esmentades.
Certs ciutadans, espantats davant les acusacions de mala administració, es refugiaren dins el castell de Bellver aconseguint un pacte amb els vilatans i, havent-se intercanviat onze homes com a ostatge, esperaren la resposta del rei. De la Cort arribaren mesures contradictòries: d'una part l'anul·lació de l'acord aconseguit, i de l'altre un càstig pels qui havien pertorbat l'ordre públic (foren executats 15 pagesos).

## Conseqüències
El governador i altres alt càrrecs foren destituïts. Castigaren el Regne amb una multa de 120.000 florins d'or. Tot acabà amb la promulgació d'un indult general tardà i la reimplantació dels imposts indirectes. S'imposà una pau aparent, sense solucionar-se cap dels problemes plantejats, els quals tornaren a sortir periòdicament.
Pel que fa als jueus de Mallorca, no es referen mai de l'assalt. Molts fugiren de l'illa, sobretot els intel·lectuals i professionals més qualificats, que anaren al nord d'Àfrica i altres illes de la Mediterrània. Per primera vegada uns 150 jueus es convertiren al cristianisme. Aquests conversos constituïren la confraria de Sant Miquel el 1410. Amb tot, el call de la ciutat de Mallorca es va refer i el 1394 la població jueva augmentà amb l'arribada de 150 jueus portuguesos.